# Unfun
Unfun è il primo album in studio del gruppo musicale statunitense Jawbreaker, pubblicato nel 1990.

## Tracce
1. Want – 3:22
2. Seethruskin – 2:24
3. Fine Day – 4:27
4. Incomplete – 2:41
5. Imaginary War – 4:00
6. Busy – 4:24
7. Softcore – 3:27
8. Driven – 3:30
9. Wound – 2:52
10. Down – 3:32
11. Gutless – 2:53
12. Drone – 3:48

Tracce Bonus (CD)
1. Lawn – 3:28
2. Crane – 3:40
3. Eye-5 – 5:50